# John Wexley
John Wexley est un scénariste américain né le 14 septembre 1907 à New York, New York (États-Unis), décédé le 4 février 1985 à Doylestown (Pennsylvanie).

## Théâtre
- 1930 : The Last Mile
- 1931 : Steel
- 1934 : They Shall Not Die

## Filmographie
- 1935 : Eight Bells
- 1938 : Le Mystérieux docteur Clitterhouse (The Amazing Dr. Clitterhouse)
- 1938 : Les Anges aux figures sales (Angels with Dirty Faces)
- 1939 : Les Aveux d'un espion nazi (Confessions of a Nazi Spy)
- 1940 : Ville conquise (City for Conquest)
- 1941 : Des pas dans la nuit (Footsteps in the Dark) de Lloyd Bacon
- 1943 : Les bourreaux meurent aussi (Hangmen Also Die)
- 1943 : The City That Stopped Hitler: Heroic Stalingrad
- 1947 : La Longue Nuit (The Long Night) de Anatole Litvak
- 1959 : La Rafale de la dernière chance (en) (The Last Mile) d'Howard W. Koch